# Karakelong
Karakelong (em indonésio:  Pulau Karakelong) é a principal ilha das ilhas Talaud, a nordeste de Celebes, na Indonésia. Tem cerca de 846 km2 de área, e a maior localidade é Beo, na sua costa ocidental.